# 안동 소호헌
안동 소호헌(安東 蘇湖軒)은 경상북도 안동시에 있는, 조선 중종 때 문신 서해(徐嶰) 선생이 서재로 쓰기 위해 명종(재위 1545∼1567) 때 지은 별당이다. 1968년 12월 19일 대한민국의 보물 제475호로 지정되었다.

## 개요
조선 중종 때 문신 서해(徐嶰) 선생이 서재로 쓰기 위해 명종(재위 1545∼1567) 때 지은 별당이다.
규모는 앞면 4칸·옆면 2칸이며 지붕은 옆면에서 볼 때 여덟 팔(八)자 모양을 한 팔작지붕이다. 부속된 방은 지붕 양식이 옆면이 사람 인(人)자 모양을 한 맞배지붕이다. 왼쪽 3칸은 대청, 오른쪽 1칸은 누마루며 앞쪽으로 온돌방 2칸을 붙여 집의 구조가 T자 모양을 이루고 있다.
지붕 처마를 받치기 위해 기둥 위에 간략한 새부리 모양의 구조를 짜았다. 누(樓)마루와 온돌방 뒤쪽으로 난간을 둘렀고 건물 안쪽은 민가 건축에서 볼 수 없는 재료를 사용하여 지붕 맨 윗부분에 있는 재료를 받치고 있다.
기와에 새겨진 용 두 마리가 나는 문양은 민가에서 보기 드문 것이며, 건물에 나타나는 오래된 수법들은 조선시대 민가 건축 연구에 소중한 자료가 되고 있다.

## 참고 자료
- 안동 소호헌 - 국가유산청 국가유산포털